# Margaret Tudor
Margaret Tudor (tiếng Pháp: Marguerite Tudor; Tiếng Tây Ban Nha: Margarita Tudor; 28 tháng 11, năm 1489 - 18 tháng 10, năm 1541) là Vương hậu xứ Scotland từ năm 1503 đến năm 1513 khi kết hôn với James IV của Scotland. Sau khi chồng bà qua đời do chiến đấu với quân đội Anh trong Trận Flodden, bà trở thành nhiếp chính cho con trai James V của Scotland từ năm 1513 cho đến 1515.
Với tư cách là con gái lớn của Henry VII của Anh và Vương hậu Elizabeth xứ York, Margaret là người cháu gái của Margaret Beaufort, Edward IV của Anh và Vương hậu Elizabeth Woodville. Sau khi James IV qua đời, Margaret với thân phận của một Thái hậu liền tái kết hôn với Archibald Douglas, Bá tước xứ Angus thứ 6. Thông qua các cuộc hôn nhân thứ nhất và thứ hai, Margaret là tổ tiên của cả Mary, Nữ vương của người Scots qua con trai James V và người chồng thứ hai của Mary, tức Lãnh chúa Darnley, qua con gái Margaret Douglas.
Trong lịch sử của toàn bộ bán đảo Anh, cuộc hôn nhân của Margaret với James IV có ý nghĩa rất quan trọng, vì thông qua đó đã tạo nên liên kết giữa nhà Tudor của Vương quốc Anh và nhà Stuart của Vương quốc Scotland, mà một thế kỷ sau đó đã dẫn đến sự kiện Hợp nhất Vương miện (Union of the Crowns) diễn ra giữa hai vương tộc này. Khi lên ngôi Quốc vương của Vương quốc Anh, cháu chắt của Margaret là James I của Anh đã trở thành người đầu tiên nắm quyền trị vì của cả Scotland và Anh, tiến trình cho việc hình thành Vương quốc Liên hiệp Anh và Bắc Ireland.

## Thiếu thời

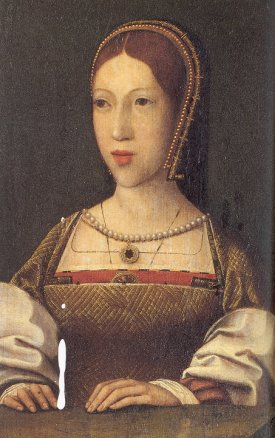
Bức chân dung được cho là Margaret Tudor vào thời điểm chưa kết hôn.

Margaret Tudor sinh ngày 28 tháng 11 năm 1489 tại Cung điện Westminster, và được rửa tội tại Nhà thờ Thánh Margaret, Westminster vào ngày 30 tháng 11 cùng năm, ngay dịp ngày lễ bổn mạng của Thánh Anrê Tông đồ. Bà được đặt theo tên của Margaret Beaufort, Bá tước phu nhân xứ Richmond và Derby, cũng là bà nội ruột của bà.
Tại Châu Âu vào lúc đó, con gái là tài sản chính trị quan trọng trong một thế giới ngoại giao, đặc biệt là trong một vương thất trị vì một vương quốc như nhà Tudor, do vậy hôn nhân của Margaret được chú trọng ngay từ rất sớm. Bởi vì không chỉ sớm tìm được một hôn nhân tử tế cho vị trí của một công chúa, mà việc sớm tìm kiếm này cũng xác định được những liên minh cần thiết có lợi trong tương lai.
Ngay trước khi Margaret được 6 tuổi, Vua Henry VII đã lên ý tưởng về một cuộc hôn nhân giữa Margaret và James IV, người hơn Margaret tới 16 tuổi vì Henry muốn tìm cách chấm dứt sự ủng hộ của triều đình Scotland đối với Perkin Warbeck - một người tự xưng là Richard, Công tước xứ York, con trai của Edward IV của Anh và Elizabeth Woodville. Nhà Tudor khi ấy đang rất yếu về mặt hợp pháp đối với ngai vàng nước Anh, và Vua Henry luôn tìm mọi cách để có được sự ủng hộ không chỉ tầng lớp quý tộc Anh, mà còn phải ở phương diện quốc tế, do đó tuy tuyên bố chỉ mới là "ý tưởng", nhưng đã sớm quyết định.
Vào ngày 30 tháng 9 năm 1497, ủy viên người Tây Ban Nha của Quốc vương James IV là Pedro de Ayala đã kết thúc một thỏa thuận ngừng bắn với Anh. Cuộc hôn nhân chính thức khởi động, Vua James vẫn chưa lập gia đình dù đã ở độ tuổi đôi mươi, và Công chúa Margaret chỉ 2 tháng nữa là tròn 8 tuổi.
Vào ngày 24 tháng 1 năm 1502, triều đình Scotland và Anh đã ký kết Hiệp ước Hòa bình vĩnh cửu, thỏa thuận nền hòa bình đầu tiên giữa hai Vương quốc trong hơn 170 năm. Hiệp ước hôn nhân được ký kết cùng ngày và được xem như một sự bảo đảm hài hoà cân đối, cũng là tiền đề của việc nhà Stuart có quyền trị vì nước Anh về sau. Nhà sử học người Ý là Polydore Vergil nói rằng, Nghị viện nước Anh đã phản đối kiến nghị này, với lý do lo sợ nhà Stuart của Scotland sẽ có quyền kế vị ngai vàng của Vương quốc Anh nếu vương nữ Margaret trong tương lai sinh ra một vị Vua, một điều gây ra nguy cơ chính trị lớn.
Thế nhưng, Vua Henry VII khôn ngoan và sắc sảo trả lời:
"Sau đó thì sao? Nếu bất cứ điều gì xảy ra (và Chúa tránh được điềm báo), Ta dự đoán rằng Vương quốc của chúng ta sẽ không bị tổn hại gì, vì nước Anh sẽ không bị Scotland hấp thụ, mà là Scotland bởi Anh, là người đứng đầu cao nhất của toàn bộ hòn đảo, kể từ đó luôn luôn ít vinh quang và vinh dự hơn khi được tham gia vào điều còn lớn hơn nhiều. Giống như Normandy từng đến dưới sự cai trị và quyền lực của tổ tiên chúng ta là người Anh."

## Vương hậu của Scotland

### Cuộc hôn nhân chính trị

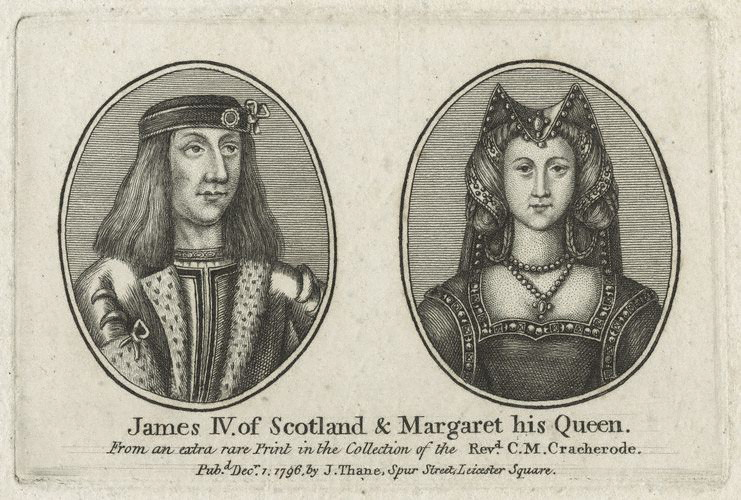
Phù điêu Vua James và Vương hậu Margaret.

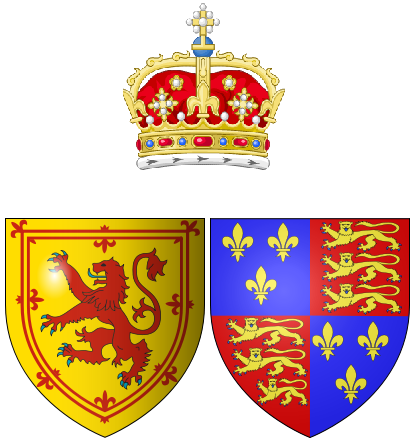
Phù hiệu Vương hậu của Magaret tại Scotland.

Cuộc hôn nhân được hoàn thành bằng hình thức ủy quyền vào ngày 25 tháng 1 năm 1503 tại Cung điện Richmond. Patrick, Bá tước Bothwell là ủy quyền của Vua Scotland sẽ mặc một chiếc áo choàng bằng vàng trong buổi lễ trong phòng lớn. Ông được tháp tùng bởi Đức Tổng Giám mục của Glasgow và Andrew Forman, Định đề của Moray. Người sứ giả tên John Young đã ghi nhận rằng một trận đấu thương lớn diễn ra sau khi hoàn thành buổi lễ. Giải thưởng được trao vào sáng hôm sau và giải đấu tiếp tục một ngày khác. Margaret giờ được coi là Vương hậu xứ Scotland, năm ấy bà 14 tuổi, còn Vua James đã 30 tuổi.
Vị Vương hậu trẻ tuổi được cung cấp một tủ quần áo lớn, và rèm cửa giường màu đỏ thẫm của bà làm bằng vải tơ sản xuất từ Ý được thêu bằng hoa hồng đỏ Lancastrian. Quần áo của Lady Catherine Gordon, góa phụ của Perkin Warbeck cũng được đặt làm để thể hiện vai trò người tháp tùng của Vương hậu, vì Lady Catherine sẽ đi theo Margaret đến Scotland. Vào tháng 5 năm ấy, Vua James IV đã xác nhận quyền sở hữu đất đai và nhà cửa của bà ở Scotland, bao gồm Lâu đài Methven, Lâu đài Stirling, Lâu đài Doune, Cung điện Linlithgow và Lâu đài Newark trong Rừng Ettrick, với thu nhập từ các vùng đất thuộc quyền sở hữu của các Bá tước tương ứng.
Sau năm 1503, Margaret đến Scotland; cuộc hành trình của bà về phía Bắc diễn ra rất huy hoàng và tốn rất nhiều thời gian. Bà rời Cung điện Richmond vào ngày 27 tháng 6 cùng Henry VII và cả hai đã đi đến Collyweston. Tại York, một tấm biển được làm để đón chào Vương hậu xứ Scotland ngự giá. Sau khi vượt qua biên giới tại Berwick-upon-Tweed vào ngày 1 tháng 8 năm 1503, Margaret đã được chào đón bởi triều đình Scotland ở Lamberton. Tại Cung điện Dalkeith, Vua James đến để gặp Margaret vào buổi tối hôm đó, sau đó lại đến để an ủi bà vào ngày 4 tháng 8 sau khi một đám cháy đã giết chết một số con ngựa trong đoàn hồi môn của bà. Đám cháy đã thiẹu trụi dụng cụ cưỡi ngựa của bà, bao gồm một miếng vải sumpter mới hoặc một mảnh vải vàng trị giá 127 bảng. Vào ngày 7 tháng 8 năm 1503, Margaret được đưa từ Dalkeith đến Edinburgh.
Vào ngày 8 tháng 8 năm 1503, hôn lễ được cử hành trực tiếp tại Tu viện Holyrood. Các nghi thức được thực hiện bởi Tổng Giám mục xứ Glasgow là Robert Blackadder và Tổng Giám mục xứ York là Thomas Savage. Hai ngày sau, vào ngày Thánh Lôrensô, Margaret đã đến Nhà thờ St Giles, tòa nhà thờ lớn nhất của Scotland để ra mắt toàn thể dân chúng. Các chi tiết về hôn nhân ủy quyền, tiến triển, đến và tiếp nhận ở Edinburgh đã được ghi lại bởi Somerset Herald, John Young.

### Sinh hạ người thừa kế

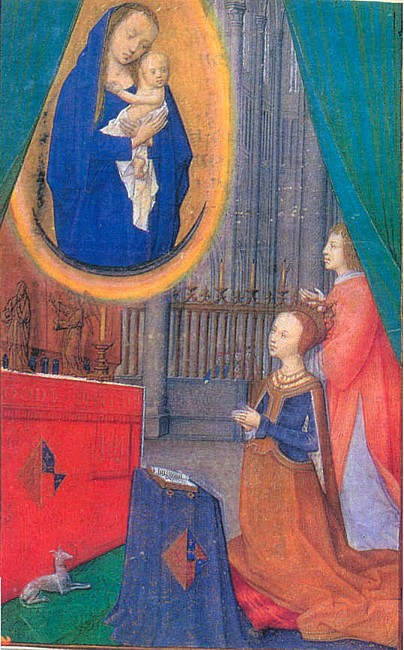
Margaret Tudor cầu nguyện trong bộ hậu bào. Tranh vẽ thế kỉ 16, có lẽ bởi Gerard Horenbout.

Trước khi cưới Margaret, Vua James IV đã có rất nhiều tình nhân, dĩ nhiên cũng đã có rất nhiều con, nhưng tất cả đều là con hoang không hợp pháp, do đó những người con này của James IV không có quyền kế vị ngai vàng. Vì lý do đó, vào năm 1504, sau khi người em trai thứ hai của Vua James là Công tước xứ Ross cũng qua đời vào đầu năm, triều đình Scotland buộc Vua James phải chỉ định một Trữ quân để thừa kế ngai vàng Scotland trong khi nhà vua mãi không chịu lập gia đình, người được chọn là John Stewart, Công tước xứ Albany, cháu nội ruột của Vua James II, cháu họ của Đức Vua James III do đó là anh họ của Vua James IV đang tại vị.
Thế nhưng vào ngày 21 tháng 2 năm 1507, Vương hậu Margaret đã hạ sinh con trai đầu lòng, James Stewart, Công tước xứ Rothesay. Sự ra đời của Vương tử James đã khiến Vua James có người thừa kế hợp pháp, do đó tước vị Trữ quân của Scotland bị chuyển từ Công tước xứ Albany sang cho Vương tử James. Thế nhưng chỉ một năm sau, Vương tử James qua đời vào ngày 27 tháng 2, khiến Trữ quân xứ Scotland lại về tay Công tước xứ Albany.
Sau cái chết của con trai đầu lòng, Margaret tiếp tục mang thai vào năm 1508, sinh ra một công chúa chết yểu. Sang năm 1509, ngày 20 tháng 10, Margaret thành công hạ sinh một Vương tử, Arthur Stewart, Công tước xứ Rothesay. Vị Vương tử đoản mệnh cũng qua đời vào sang năm (1510), và đến ngày 10 tháng 4 năm 1512, bà sinh hạ Vương tử James, chính là vị Quốc vương James V tương lai của Scotland. Ngoại trừ James, Vương hậu Margaret còn mang thai tiếp hai người con vào tháng 11 năm 1502, rồi năm 1514 nhưng đều chết yểu nhanh chóng. Lý do này khiến Vương tử James là con trai độc nhất của Margaret, nhận được mọi chăm sóc mà bình an trưởng thành.
Em trai của Margaret là Henry VIII của Anh lên ngôi sau khi vua cha Henry VII qua đời. Trái với cha mình, Henry VIII đối chội với Pháp, đồng minh nhiều năm của Scotland. Vào năm 1513, tháng 9, Vua James xâm lược nước Anh nhân lúc Henry VIII dẫn quân vào Pháp, và qua đời ngay trong trận Flodden. Cái chết của Vua James khiến Vương tử James lên ngôi, chỉ mới 1 tuổi. Vương hậu Margaret khi này là Vương thái hậu, và dù từng phản đối chiến dịch của Vua James, nhưng bà vẫn được chỉ định là một trong những nhiếp chính cho vị vua trẻ tuổi.

## Thời kỳ góa phụ

### Đảng tranh và tái hôn
Đầu năm 1514, Nghị viện của Scotland ngay lập tức diễn ra ở thành phố Stirling, một thành phố trung tâm Scotland và hướng về phía Tây-Bắc của thủ đô Edinburgh. Và theo di chúc của Tiên vương James IV, Thái hậu Margaret trở thành một thành viên của hội đồng nhiếp chính. Thời bấy giờ, phụ nữ luôn không được chào đón cho những vị trí trọng đại, dù tùy hoàn cảnh mà họ bắt buộc phải được liệt kê và trao cho quyền lực. Sau cái chết của James IV, triều đình Scotland càng có xu hướng thân Pháp, và trực tiếp xem Vua Henry VIII là kẻ thù. Thái hậu Margaret không chỉ có xu hướng thân Anh, mà bà còn là chị của Vua Henry, khiến vị trí trong triều đình Scotland của bà càng thêm gây tranh cãi.

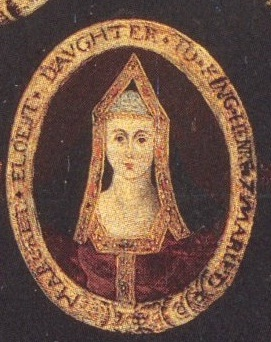
Margaret Tudor khi là Thái hậu.

Đối thủ lớn trong triều đình Scotland lúc bấy giờ của Thái hậu Margaret là John Stewart, Công tước xứ Albany, người đứng thứ 3 trong danh sách thừa kế, chỉ sau Công tước Ross. Lớn lên ở Pháp, Công tước Albany là đại diện mạnh nhất của phái thân Pháp, và ở vị trí cận thứ trong danh sách thừa kế, khi cả hai anh em Vua James và Công tước Ross còn quá nhỏ và có thể chết bất kỳ lúc nào, thì Công tước Albany gần như được xem là vị Vua tương lai của Scotland, là đe dọa lớn nhất của vị Thái hậu trẻ. Để đối phó, Thái hậu Margaret đã rất "khôn ngoan và mềm mỏng", đến tháng 7 năm 1514, bà đã thành công giảng hòa giữa các phe phái trong triều, và cùng tháng ấy thành công khiến Scotland và Pháp quyết định thiết lập hòa bình với nước Anh.
Nhưng cũng vì chỉ có đơn thân độc mã, Thái hậu Margaret không thể không tìm kiếm đồng minh qua việc cân nhắc tái hôn với một nhà quý tộc quyền thế, và chính lúc này bà đã không thể cưỡng lại giữ lý trí và tình cảm, khi lựa chọn Archibald Douglas, Bá tước xứ Angus thứ 6. Nhà Douglas là một trong những nhà quý tộc quyền thế nhất Scotland, nhưng bản thân Archibald, người mà cả chú mình là Giám mục Gavin Douglas còn phải nhận định "tên ngu độn" , thì có vẻ sự lựa chọn của Thái hậu Margaret không được sáng suốt cho lắm. Ngày 6 tháng 8 năm 1514, Margaret bí mật kết hôn với Archibald tại Perth. Điều này không chỉ khiến các nhà quý tộc phẫn nộ, mà còn khiến cho phe thân Pháp trong triều càng mạnh lên, dẫn đầu bởi Tổng giám mục Glasgow là James Beaton. Dựa vào di chúc của Tiền vương James IV, Margaret sẽ phải từ bỏ vị trí của mình trong triều đình Scotland và phải lập tức chuyển nhượng lại cho Công tước Albany. Đến tháng 9, Hội đồng Cơ Mật viện quyết định Margaret sẽ bị mất toàn bộ quyền nuôi dưỡng hai người con trai là nhà Vua cùng Công tước Ross, dẫn đến việc bà cùng các đồng minh phải đem cả hai đến Lâu đài Stirling.

### Bỏ trốn về Anh
Năm 1515, tháng 5, Công tước Albany trở về Scotland, và ngay lập tức tiếp nhận vị trí Nhiếp chính với vai trò Hộ Quốc công vào tháng 7 năm ấy. Việc đầu tiên mà ông làm chính là đòi quyền bảo hộ cho nhà Vua James cùng Công tước Ross từ tay của Thái hậu, việc này nhằm xác nhận tính chính danh của vị thế Hộ Quốc công của ông. Tuy ban đầu chống trả rất quyết liệt, nhưng rồi vào tháng 8 năm ấy, Thái hậu Margaret cũng phải giao nhà Vua và Công tước cho triều đình Scotland ngay tại Lâu đài Stirling, sau đó thì bà cũng trở về Edinburgh, hoàn toàn từ bỏ quyền nhiếp chính. Em trai của bà, Vua Henry VIII của Anh, vào lúc đó thường khuyên bà nên cùng hai con trai trốn qua miền Bắc Anh, nhưng bà từ chối vì lo sợ chỉ cần hành động lỗ mãng sẽ khiến James mất đi ngai vàng.

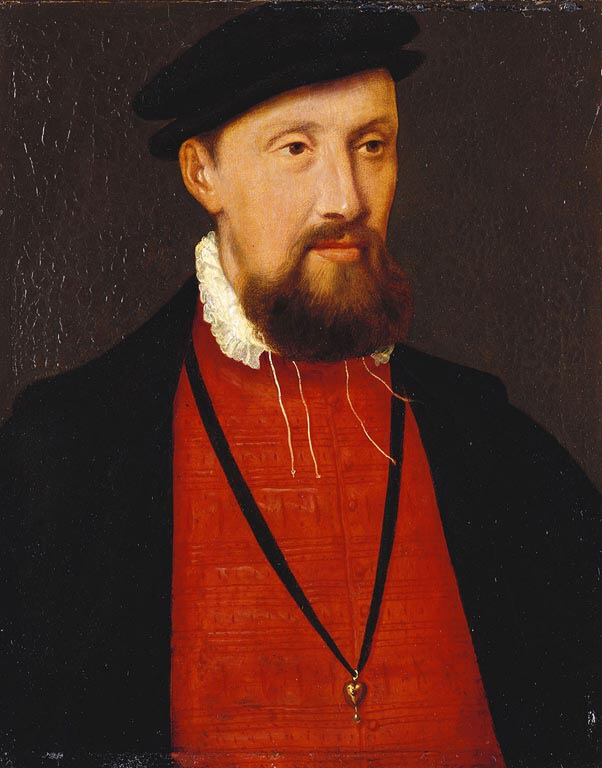
Archibald Douglas, Bá tước Angnus.

Tuy vậy, vào thời gian ngắn sau khi nhà Vua và Công tước Ross hoàn toàn nằm dưới quyền bảo hộ của Hộ Quốc công Albany, thì Thái hậu Margaret bí mật chấp nhận yêu cầu cũ của em trai, bởi vì ngay khi ấy bà đang mang thai đứa con với Bá tước Agnus, khiến bà cảm thấy bị đe dọa khi vẫn còn ở lại Scotland. Để thực hiện việc này, bà cần phải có quyền tự do ra ngoài, nay hoàn toàn bị kiểm soát bởi Cơ mật viện Scotland, và bà thành công với sự cho phép từ Cơ mật viện để đến thành Linlithgow. Sau khi đến Linlithgow, Thái hậu Margaret trốn khỏi biên ải để vào nước Anh, tại đấy bà được đón bởi Thomas Fiennes, Nam tước Dacre thứ 8, người đang là Hộ thần của vùng Marches (Lord Warden of the Marches), và được đưa đến trú tại Lâu đài Harbottle ở Northumberland. Và cũng tại đây, vào tháng 10, Thái hậu Margaret sinh hạ Margaret Douglas. Thời gian ở Northumberland, bà cũng nhận tin về cái chết của Công tước Ross. Có người đề nghị bà cảnh giác với Công tước Ross vì vụ việc vua Richard và hai vị Vương thân trong Tháp London có thể sẽ tái diễn. Và dù rất ghét Hộ Quốc công Albany, Thái hậu Margaret nhận định việc này không thể do ông ta làm, nếu ông ta muốn trở thành Richard III thứ 2, thì Vua James đáng lẽ là nạn nhân. Mặc cho khó khăn của Margaret, liên tiếp sinh con rồi lại nhận tin con mình qua đời, Bá tước Agnus trốn trở lại Scotland để giảng hòa với Hộ Quốc công Albany. Sự quy phục này của Bá tước Agnus khiến Margaret lâm vào tình trạng phẩn uất. Khi Vua Henry VIII biết được tin này, ông bực mình nói "Quả thật đúng là tên người Scot". Tuy nhiên, việc làm này của Bá tước Angus không phải là vô lý, do tài sản và quyền lực của ông đều ở tại Scotland. Khi rời khỏi quốc gia, Bá tước Angus có nguy cơ bị khép tội mưu phản và tịch biên tài sản. Sự việc đau thương này từng xảy ra trong gia đình ông, James Douglas, Bá tước Douglas thứ 9, người chống lại Vua James III mà trốn đến Anh dưới thời trị vì của Vua Edward IV. Tại Anh, từ một quý tộc quyền quý nhà Douglas, James Douglas phải làm việc như một tay lính đánh thuê vô sản.

### Vấn đề hôn nhân
Vua Henry chào đón Thái hậu Margaret, và để biểu thị vị trí của mình, nhà Vua để chị mình ở tại Scotland Yard (nay là một con đường ở địa hạt St James's, quận Westminster, thành phố London), nơi theo truyền thống là dinh thự của các Vua Scotland tại thủ đô London mỗi khi ghé thăm nước Anh. Năm 1517, sau 1 năm ở lại Anh, Margaret trở về phương Bắc, sau một thỏa thuận điều phối hòa giữa được ký kết bởi Hộ Quốc công Albany và triều đình Anh. Vào lúc đó, Hộ Quốc công đang ở Pháp thiết lập liên minh Auld và sắp xếp hôn nhân của Vua James, thì Margaret được đón tiếp bởi Sieur de la Bastie - sứ giả của triều đình Scotland. Theo thỏa thuận, Thái hậu Margaret tuy có thể gặp con trai mình là nhà Vua, song rất hạn chế và đều do Hộ Quốc công phụ trách giám sát.
Về hôn nhân, Margaret tuy tái ngộ với Bá tước Angus, song cuộc hôn nhân này cuối cùng đi vào ngõ cụt không lâu sau đó, vì bà phát hiện trong thời gian mình ở Anh thì Bá tước đã qua lại với Lady Jane Stewart, người tình cũ khi trước. Bên cạnh đó, trong thời gian ấy, Bá tước Angus còn chiều chuộng tình nhân và tiêu xài hoang phí bằng số tài sản của vợ mình. Tháng 11 năm 1518, Margaret viết thư cho em trai là Vua Henry, tuy không trực tiếp nhưng đã có dấu hiệu muốn ly hôn:
I am sore troubled with my Lord of Angus since my last coming into Scotland, and every day more and more, so that we have not been together this half year… I am so minded that, an I may by law of God and to my honour, to part with him, for I wit well he loves me not, as he shows me daily.
.

Chị đau đớn và hỗn loạn đối với Ngài Angus sau chuyến đi vừa rồi, và ngày càng tồi tệ hơn, khi chị và ngài ấy đã không ngủ với nhau hơn nửa năm trời... Chị rất vui lòng, bằng luật lệ của Chúa trời và danh dự của mình, để có thể rời xa khỏi ngài ấy, bởi vì mỗi ngày chị đều nhận ra ngài ấy chẳng còn yêu thương mình nữa.
Việc ly hôn này của chị mình khiến Vua Henry rơi vào thế khó, thứ nhất là quan điểm của bản thân ông không chấp nhận chuyện tiêu hôn dựa vào đức tin và giáo dục của mình (mỉa mai thay về sau ông lại tiêu hôn tới 4 lần), thứ hai chính là địa vị của Bá tước Agnus, người có thể giúp cân bằng tình trạng thân Pháp tại Scotland cũng như là thế lực lớn nhất kiềm hãm Hộ Quốc công Albany. Bực mình trước thái độ của em trai, Margaret dần kết thân với thế lực của Albany và yêu cầu Hộ Quốc công nên sớm quay về. Nhưng Albany lúc ấy vẫn chưa muốn quay về, và đề nghị Margaret nên tự đòi lại quyền nhiếp chính cho mình, như vậy việc vợ chồng Margaret mâu thuẫn nhau đã là đề tài tranh cãi của chính quyền Scotland trong suốt 3 năm tiếp theo. Và sự việc càng phức tạp hơn, khi có thêm sự tham gia của kẻ thù của Agnus là James, Bá tước Arran, khiến cho Margaret phải hoang mang về phe chồng hay Arran trên bàn cân chính trị.
Tháng 11 năm 1521, Hộ Quốc công Albany quay về Scotland, và ông được chòn đón nhiệt tình bởi Margaret. Ngay sau đó, với sự hợp tác nhiệt tình của Thái hậu, Hộ Quốc công Albany thành công ra lệnh đày ải Bá tước Agnus, với tội danh đã làm chính sự tan đàng xẻ nghé trong vòng 3 năm trời. Bên cạnh đó, vị trí của Hộ Quốc công cũng giúp Margaret đạt được ý muốn ly hôn với Bá tước Agnus, vì ông ta có ảnh hưởng ở thành Rome và đã giúp Margaret liên hệ với Giáo hoàng và thông qua sự ly hôn này.

### Margaret's coup

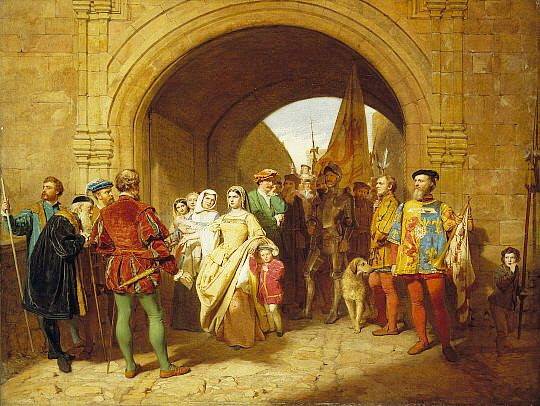
Thái hậu Margaret, từ chối chuyển giao sự bảo hộ con trai mình cho Hội nghị viện, minh họa năm 1859.

Năm 1524, Thái hậu Margaret tiến hành một cuộc đảo chính đơn giản nhưng hiệu quả, khiến Hộ Quốc công Albany phải mất đi quyền lực, đó gọi là [Margaret's coup] trong lịch sử.
Về bản chất, Margaret là một phụ nữ Anh, sau cuộc hôn nhân thì bà trở thành dâu xứ Scotland. Dằn xé giữa quê nhà và ngôi nhà mới qua hôn nhân, Margaret từ sau cái chết của James IV đã phải luôn cân bằng giữa thế lực của bản thân và trách nhiệm chính của dòng tộc, cũng như không thể từ bỏ đứa con độc nhất James V của mình. Sau khi liên minh với Albany và tiến hành thỏa thuận với phái thân Pháp, Margaret tiếp tục chuẩn bị lực lượng riêng của mình để đề phòng, và cuối cùng là lật đổ Albany. Với sự giúp đỡ của Bá tước Arran và người nhà họ Hamilton, trong khi Công tước Albany vẫn còn đang vắng mặt khỏi Scotland để đến Pháp, thì Thái hậu Margaret đã đưa Vua James - khi ấy 12 tuổi - từ Lâu đài Stirling đến Edinburgh, tiến hành cuộc đảo chính của mình. Đây được nhìn nhận là một hành động mạnh mẽ và can đảm của Margaret, và tháng 8 năm đó thì Nghị viện Scotland phải tuyên bố chấm dứt quyền nhiếp chính của Công tước Albany, chính thức xem Vua James đã trưởng thành và có quyền hành tuyệt đối với vai trò quân chủ của mình. Song theo thông lệ, nhà Vua vẫn cần người bảo hộ (do chưa đến 18 tuổi), trong số đó thì Thái hậu Margaret là người có đủ tư cách nhất. Phản đối kiến nghị này, Tổng giám mục James Beaton ngay lập tức bị Margaret bắt giam. Đến tháng 11, Nghị viện Scotland đồng thuận đề nghị Thái hậu Margaret là người giữ vị trí Trưởng hội đồng cố vấn trong Hội đồng tư mật riêng cho nhà Vua.
Việc Thái hậu Margaret bắt tay với người nhà Hamilton và Bá tước Arran đã khiến các gia tộc khác của Scotland phẫn nộ, điều này càng tệ hơn khi em trai bà là Vua Henry VIII tha bổng cho Bá tước Agnus trở về Scotland. Vào lúc này, bà cần tìm kiếm đồng minh khác, đối tượng là Henry Stewart, em trai của Lãnh chúa Avondale. Dưới tác động của Margaret, Henry Stewart được thăng chức, chọc giận Bá tước Lennox, và rất nhanh sau đó vị Bá tước này đề nghị liên minh với người chồng đang ly thân với bà, Bá tước Agnus. Khi Agnus đến Edinburgh với đội quân trang bị khí giáp yêu cầu được diện kiến Nghị viện Scotland, Margaret ra lệnh cho đại bác bắn thẳng vào phía Agnus từ pháo đài, khiến Agnus phải phái hai sứ giả người Anh là Thomas Magnus cùng Roger Radclyff trình diện trước Thái hậu, nói rằng bà không thể tấn công người chồng hợp pháp của mình. Thái hậu Margaret đáp lại giận dữ: ["Cút đi và đừng xía mũi vào chuyện ở Scotland!"].
Mặc dù vậy, với áp lực từ nhiều phía, Margaret cuối cùng vẫn phải chấp thuận cho Bá tước Agnus có chỗ trong Hội đồng của nhà Vua vào tháng 2 năm 1525, khiến nhà Vua phải được sự bảo hộ bởi Agnus. Và trong quá trình này, Bá tước Agnus đã "huấn luận" nhà Vua trẻ với một chương trình bài bản và gắt gao trong vòng 3 năm, để cuối cùng khiến Vua James đã dấy lên mối thù hận cực kỳ lớn với nhà Douglas nói riêng và liên hệ với nước Anh nói chung.

## Tiêu hôn và lại tái hôn
Tình thế phức tạp vào lúc đó, khiến Thái hậu Margaret yêu cầu tiêu hôn với Bá tước Agnus càng nhanh chóng càng tốt. Và dù năm 1524 xảy ra cuộc đảo chính khiến Công tước Albany mất quyền lực, song ông với Thái hậu vẫn tương đối hòa hảo, vì Công tước vẫn tiếp tục vì Thái hậu mà yêu cầu Giáo hoàng thông qua đơn tiêu hôn giữa bà với Bá tước Agnus. Và cuối cùng vào năm 1527, tháng 3, Giáo hoàng Clement VII cũng đã thông qua yêu cầu tiêu hôn này của Margaret, những mãi tháng 12 cùng năm thì bà mới nhận được tin báo đáng mừng mà bà hằng mong ước. Ngay lập tức, Thái hậu Margaret kết hôn với Henry Stewart vào ngày 3 tháng 3 năm 1528, bất chấp việc em trai mình là Vua Henry VIII viết thư chỉ trích chị mình qua hành động "tội lỗi" này. Tháng 6 cùng năm, Vua James đã hoàn toàn trưởng thành và có toàn quyền cai trị, và ông đã đày chồng cũ của mẹ mình là Bá tước Agnus khỏi Scotland. Tình hình này khiến Thái hậu và người chồng mới trở thành người có ảnh hưởng lớn nhất trong hội đồng của nhà Vua, ngay sau đó Vua James cũng đả phong cha dượng của mình làm Lãnh chúa Methven.
Trong những diễn biến cuối đời, sau khi con trai mình đã hoàn toàn làm chủ Scotland và vị thế cá nhân được đảm bảo, Thái hậu Margaret bước vào việc hàng gắn sự liên kết giữa Scotland và Anh, sau những thời gian bị xáo trộn chính trị. Vua James tỏ ra rất không thích điều này, do Henry VIII đã ủng hộ đưa Bá tước Agnus về khi trước. Tuy vậy, Thái hậu Margaret cuối cùng cũng thuyết phục con trai mình gặp gỡ cậu mình vào năm 1536, và bà viết thư cho Henry cùng Thomas Cromwell với đầy vẽ hân hoan. Bà đã thực sự nghĩ sẽ tạo nên sự kiện Camp du Drap d'Or thứ 2, và lao vào quá tình chuẩn bị sắm sửa vật chất cần thiết. Tuy vậy, cuối cùng cuộc gặp gỡ này cũng không thành công do quá nhiều sự phản đối, và Vua James do ảnh hưởng tử Bá tước Agnus đã rất ghét nước Anh, nay càng không dễ dàng bị rúng động bởi mẹ mình do ông đã hoàn toàn có quyền tự quyết. Trong cuộc hội thoại riêng với ngài Đại sứ Anh là William Howard, Thái hậu Margaret bày tỏ sự "thất vọng và chán nản" của mình với tình hình chính sự ở Scotland.

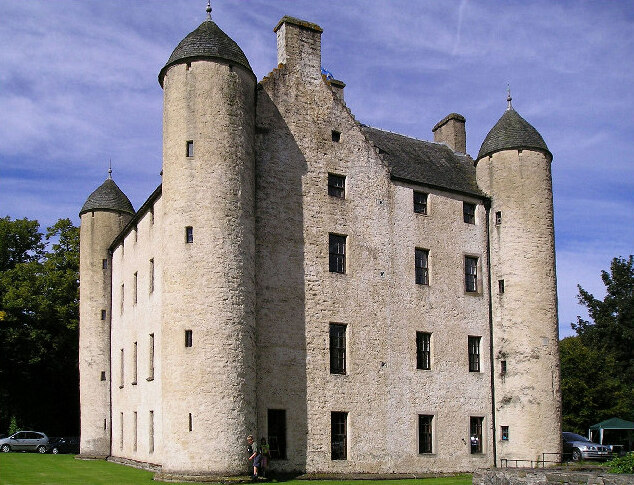
Lâu đài Methven, nơi Margaret Tudor trải qua giây phút cuối đời mình.

Chán nản trong chính sự, Margaret càng gặp vấn đề trong hôn nhân khi Lãnh chúa Methven còn tệ hơn Bá tước Agnus khi trước, không chỉ thích thú thú vui với tình nhân lộ liễu, mà ông còn trắng trợn tiêu xài tài sản của riêng Margaret, và bà lại muốn ly hôn nhưng lại gặp sự phản đối của Vua James - người đã bị Lãnh chúa Methven ảnh hưởng và theo Margaret là "đã bị mua chuộc" bởi ông. Tình trạng này khiến Margaret vô cùng khổ sở, thậm chí phải viết thư cho em trai để vận động tài chính đang ngày càng thiếu hụt, bà còn phải mô tả mình "trông như một mụ già nghèo nàn đi theo nhà vua" để mô tả cho sự cùng quẫn của mình. Điểm sáng cuối đời của Margaret là khi Vua James cưới Marie xứ Guise vào năm 1538, một người phụ nữ thuần đạo và rất tôn trọng mẹ chồng mình, bên cạnh đó cũng đã giúp Margaret hòa giải lại với Lãnh chúa Methven.
Năm 1541, ngày 18 tháng 10, Thái hậu Margaret từ trần ở Lâu đài Methven, thọ 51 tuổi. Theo ghi chép của Henry Ray, một viên Tùy tùng Berwick đại diện cho nước Anh, thì Margaret có bệnh vào thứ 6 và đột ngột qua đời vào thứ 3 tuần kế tiếp. Do không nghĩ mình sẽ mất, Margaret không kịp để lại di chúc, và nhà Vua James cũng không kịp đến từ Cung điện Falkland để gặp mẹ mình. Theo ước muốn của mình nói trước thầy tu chứng giám, Margaret hi vọng nhà Vua và Bá tước Angus có thể hòa giải, cũng như để toàn bộ tài sản của mình cho người con gái duy nhất, Lady Margaret Douglas. Bà được chôn trong Nhà tế bần ở Perth, Scotland.

## Tổ tiên
| \| \| \| \| \| \| \| \| \| \| \| \| \| \| \| \| \| \| \| \| 16. Maredudd ap Tudur \| \| \| \| \| \| \| \| \| \| \| \| \| \| \| \| \| \| \| \| \| \| \| \| \| \| \| \| \| \| \| \| \| \| \| \| \| \| \| \| \| \| \| \| \| \| \| \| \| \| \| \| \| \| 8. Owen Tudor \| \| \| \| \| \| \| \| \| \| \| \| \| \| \| \| \| \| \| \| \| \| \| \| \| \| \| \| \| \| \| \| \| \| \| \| \| \| \| \| \| \| \| \| \| \| \| \| \| \| \| \| \| \| 17. Margaret ferch Dafydd \| \| \| \| \| \| \| \| \| \| \| \| \| \| \| \| \| \| \| \| \| \| \| \| \| \| \| \| \| \| \| \| \| \| \| \| \| \| \| \| \| \| \| \| \| \| \| \| \| \| \| \| \| \| 4. Edmund Tudor, Bá tước xứ Richmond thứ nhất \| \| \| \| \| \| \| \| \| \| \| \| \| \| \| \| \| \| \| \| \| \| \| \| \| \| \| \| \| \| \| \| \| \| \| \| \| \| \| \| \| \| \| \| \| \| \| \| \| \| \| \| \| \| 18. Charles VI của Pháp \| \| \| \| \| \| \| \| \| \| \| \| \| \| \| \| \| \| \| \| \| \| \| \| \| \| \| \| \| \| \| \| \| \| \| \| \| \| \| \| \| \| \| \| \| \| \| \| \| \| \| \| \| \| 9. Catherine của Pháp \| \| \| \| \| \| \| \| \| \| \| \| \| \| \| \| \| \| \| \| \| \| \| \| \| \| \| \| \| \| \| \| \| \| \| \| \| \| \| \| \| \| \| \| \| \| \| \| \| \| \| \| \| \| 19. Isabeau xứ Bavaria \| \| \| \| \| \| \| \| \| \| \| \| \| \| \| \| \| \| \| \| \| \| \| \| \| \| \| \| \| \| \| \| \| \| \| \| \| \| \| \| \| \| \| \| \| \| \| \| \| \| \| \| \| \| 2. Henry VII của Anh \| \| \| \| \| \| \| \| \| \| \| \| \| \| \| \| \| \| \| \| \| \| \| \| \| \| \| \| \| \| \| \| \| \| \| \| \| \| \| \| \| \| \| \| \| \| \| \| \| \| \| \| \| \| 20. John Beaufort, Bá tước thứ nhất xứ Somerset \| \| \| \| \| \| \| \| \| \| \| \| \| \| \| \| \| \| \| \| \| \| \| \| \| \| \| \| \| \| \| \| \| \| \| \| \| \| \| \| \| \| \| \| \| \| \| \| \| \| \| \| \| \| 10. John Beaufort, Công tước thứ nhất xứ Somerset \| \| \| \| \| \| \| \| \| \| \| \| \| \| \| \| \| \| \| \| \| \| \| \| \| \| \| \| \| \| \| \| \| \| \| \| \| \| \| \| \| \| \| \| \| \| \| \| \| \| \| \| \| \| 21. Margaret Holland \| \| \| \| \| \| \| \| \| \| \| \| \| \| \| \| \| \| \| \| \| \| \| \| \| \| \| \| \| \| \| \| \| \| \| \| \| \| \| \| \| \| \| \| \| \| \| \| \| \| \| \| \| \| 5. Margaret Beaufort \| \| \| \| \| \| \| \| \| \| \| \| \| \| \| \| \| \| \| \| \| \| \| \| \| \| \| \| \| \| \| \| \| \| \| \| \| \| \| \| \| \| \| \| \| \| \| \| \| \| \| \| \| \| 22. John Beauchamp xứ Bletso \| \| \| \| \| \| \| \| \| \| \| \| \| \| \| \| \| \| \| \| \| \| \| \| \| \| \| \| \| \| \| \| \| \| \| \| \| \| \| \| \| \| \| \| \| \| \| \| \| \| \| \| \| \| 11. Margaret Beauchamp xứ Bletso \| \| \| \| \| \| \| \| \| \| \| \| \| \| \| \| \| \| \| \| \| \| \| \| \| \| \| \| \| \| \| \| \| \| \| \| \| \| \| \| \| \| \| \| \| \| \| \| \| \| \| \| \| \| 23. Edith Stourton \| \| \| \| \| \| \| \| \| \| \| \| \| \| \| \| \| \| \| \| \| \| \| \| \| \| \| \| \| \| \| \| \| \| \| \| \| \| \| \| \| \| \| \| \| \| \| \| \| \| \| \| \| \| 1. Margaret Tudor \| \| \| \| \| \| \| \| \| \| \| \| \| \| \| \| \| \| \| \| \| \| \| \| \| \| \| \| \| \| \| \| \| \| \| \| \| \| \| \| \| \| \| \| \| \| \| \| \| \| \| \| \| \| 24. Richard, Bá tước xứ Cambridge \| \| \| \| \| \| \| \| \| \| \| \| \| \| \| \| \| \| \| \| \| \| \| \| \| \| \| \| \| \| \| \| \| \| \| \| \| \| \| \| \| \| \| \| \| \| \| \| \| \| \| \| \| \| 12. Richard Phantegenet, Công tước thứ 3 xứ York \| \| \| \| \| \| \| \| \| \| \| \| \| \| \| \| \| \| \| \| \| \| \| \| \| \| \| \| \| \| \| \| \| \| \| \| \| \| \| \| \| \| \| \| \| \| \| \| \| \| \| \| \| \| 25. Anne de Mortimer \| \| \| \| \| \| \| \| \| \| \| \| \| \| \| \| \| \| \| \| \| \| \| \| \| \| \| \| \| \| \| \| \| \| \| \| \| \| \| \| \| \| \| \| \| \| \| \| \| \| \| \| \| \| 6. Edward IV của Anh \| \| \| \| \| \| \| \| \| \| \| \| \| \| \| \| \| \| \| \| \| \| \| \| \| \| \| \| \| \| \| \| \| \| \| \| \| \| \| \| \| \| \| \| \| \| \| \| \| \| \| \| \| \| 26. Ralph Neville, Bá tước xứ Westmorland thứ nhất \| \| \| \| \| \| \| \| \| \| \| \| \| \| \| \| \| \| \| \| \| \| \| \| \| \| \| \| \| \| \| \| \| \| \| \| \| \| \| \| \| \| \| \| \| \| \| \| \| \| \| \| \| \| 13. Cecily Neville \| \| \| \| \| \| \| \| \| \| \| \| \| \| \| \| \| \| \| \| \| \| \| \| \| \| \| \| \| \| \| \| \| \| \| \| \| \| \| \| \| \| \| \| \| \| \| \| \| \| \| \| \| \| 27. Joan Beaufort, Bà Bá tước xứ Westmorland \| \| \| \| \| \| \| \| \| \| \| \| \| \| \| \| \| \| \| \| \| \| \| \| \| \| \| \| \| \| \| \| \| \| \| \| \| \| \| \| \| \| \| \| \| \| \| \| \| \| \| \| \| \| 3. Elizabeth xứ York \| \| \| \| \| \| \| \| \| \| \| \| \| \| \| \| \| \| \| \| \| \| \| \| \| \| \| \| \| \| \| \| \| \| \| \| \| \| \| \| \| \| \| \| \| \| \| \| \| \| \| \| \| \| 28. Richard Wydeville \| \| \| \| \| \| \| \| \| \| \| \| \| \| \| \| \| \| \| \| \| \| \| \| \| \| \| \| \| \| \| \| \| \| \| \| \| \| \| \| \| \| \| \| \| \| \| \| \| \| \| \| \| \| 14. Richard Woodville, Bá tước Rivers thứ nhất \| \| \| \| \| \| \| \| \| \| \| \| \| \| \| \| \| \| \| \| \| \| \| \| \| \| \| \| \| \| \| \| \| \| \| \| \| \| \| \| \| \| \| \| \| \| \| \| \| \| \| \| \| \| 29. Joan Bittelsgate \| \| \| \| \| \| \| \| \| \| \| \| \| \| \| \| \| \| \| \| \| \| \| \| \| \| \| \| \| \| \| \| \| \| \| \| \| \| \| \| \| \| \| \| \| \| \| \| \| \| \| \| \| \| 7. Elizabeth Woodville \| \| \| \| \| \| \| \| \| \| \| \| \| \| \| \| \| \| \| \| \| \| \| \| \| \| \| \| \| \| \| \| \| \| \| \| \| \| \| \| \| \| \| \| \| \| \| \| \| \| \| \| \| \| 30. Peter I, Bá tước xứ Saint-Pol \| \| \| \| \| \| \| \| \| \| \| \| \| \| \| \| \| \| \| \| \| \| \| \| \| \| \| \| \| \| \| \| \| \| \| \| \| \| \| \| \| \| \| \| \| \| \| \| \| \| \| \| \| \| 15. Jacquetta xứ Luxembourg \| \| \| \| \| \| \| \| \| \| \| \| \| \| \| \| \| \| \| \| \| \| \| \| \| \| \| \| \| \| \| \| \| \| \| \| \| \| \| \| \| \| \| \| \| \| \| \| \| \| \| \| \| \| 31. Margaret xứ Baux \| \| \| \| \| \| \| \| \| \| \| \| \| \| \| \| \| \| \| \| \| \| \| \| \| \| \| \| \| \| \| \| \| \| \| \| \| \| \| \| \| \| \| \| \| \| \| \| \| \| \| \| |                                                    |  |  |  |  |  |  |  |  |  |  |  |  |  |  |  |
| |                                                    |  |  |  |  |  |  |  |  |  |  |  |  |  |  |  |
| | 16. Maredudd ap Tudur                              |  |  |  |  |  |  |  |  |  |  |  |  |  |  |  |
| |                                                    |  |  |  |  |  |  |  |  |  |  |  |  |  |  |  |
| |                                                    |  |  |  |  |  |  |  |  |  |  |  |  |  |  |  |
| | 8. Owen Tudor                                      |  |  |  |  |  |  |  |  |  |  |  |  |  |  |  |
| |                                                    |  |  |  |  |  |  |  |  |  |  |  |  |  |  |  |
| |                                                    |  |  |  |  |  |  |  |  |  |  |  |  |  |  |  |
| | 17. Margaret ferch Dafydd                          |  |  |  |  |  |  |  |  |  |  |  |  |  |  |  |
| |                                                    |  |  |  |  |  |  |  |  |  |  |  |  |  |  |  |
| |                                                    |  |  |  |  |  |  |  |  |  |  |  |  |  |  |  |
| | 4. Edmund Tudor, Bá tước xứ Richmond thứ nhất      |  |  |  |  |  |  |  |  |  |  |  |  |  |  |  |
| |                                                    |  |  |  |  |  |  |  |  |  |  |  |  |  |  |  |
| |                                                    |  |  |  |  |  |  |  |  |  |  |  |  |  |  |  |
| | 18. Charles VI của Pháp                            |  |  |  |  |  |  |  |  |  |  |  |  |  |  |  |
| |                                                    |  |  |  |  |  |  |  |  |  |  |  |  |  |  |  |
| |                                                    |  |  |  |  |  |  |  |  |  |  |  |  |  |  |  |
| | 9. Catherine của Pháp                              |  |  |  |  |  |  |  |  |  |  |  |  |  |  |  |
| |                                                    |  |  |  |  |  |  |  |  |  |  |  |  |  |  |  |
| |                                                    |  |  |  |  |  |  |  |  |  |  |  |  |  |  |  |
| | 19. Isabeau xứ Bavaria                             |  |  |  |  |  |  |  |  |  |  |  |  |  |  |  |
| |                                                    |  |  |  |  |  |  |  |  |  |  |  |  |  |  |  |
| |                                                    |  |  |  |  |  |  |  |  |  |  |  |  |  |  |  |
| | 2. Henry VII của Anh                               |  |  |  |  |  |  |  |  |  |  |  |  |  |  |  |
| |                                                    |  |  |  |  |  |  |  |  |  |  |  |  |  |  |  |
| |                                                    |  |  |  |  |  |  |  |  |  |  |  |  |  |  |  |
| | 20. John Beaufort, Bá tước thứ nhất xứ Somerset    |  |  |  |  |  |  |  |  |  |  |  |  |  |  |  |
| |                                                    |  |  |  |  |  |  |  |  |  |  |  |  |  |  |  |
| |                                                    |  |  |  |  |  |  |  |  |  |  |  |  |  |  |  |
| | 10. John Beaufort, Công tước thứ nhất xứ Somerset  |  |  |  |  |  |  |  |  |  |  |  |  |  |  |  |
| |                                                    |  |  |  |  |  |  |  |  |  |  |  |  |  |  |  |
| |                                                    |  |  |  |  |  |  |  |  |  |  |  |  |  |  |  |
| | 21. Margaret Holland                               |  |  |  |  |  |  |  |  |  |  |  |  |  |  |  |
| |                                                    |  |  |  |  |  |  |  |  |  |  |  |  |  |  |  |
| |                                                    |  |  |  |  |  |  |  |  |  |  |  |  |  |  |  |
| | 5. Margaret Beaufort                               |  |  |  |  |  |  |  |  |  |  |  |  |  |  |  |
| |                                                    |  |  |  |  |  |  |  |  |  |  |  |  |  |  |  |
| |                                                    |  |  |  |  |  |  |  |  |  |  |  |  |  |  |  |
| | 22. John Beauchamp xứ Bletso                       |  |  |  |  |  |  |  |  |  |  |  |  |  |  |  |
| |                                                    |  |  |  |  |  |  |  |  |  |  |  |  |  |  |  |
| |                                                    |  |  |  |  |  |  |  |  |  |  |  |  |  |  |  |
| | 11. Margaret Beauchamp xứ Bletso                   |  |  |  |  |  |  |  |  |  |  |  |  |  |  |  |
| |                                                    |  |  |  |  |  |  |  |  |  |  |  |  |  |  |  |
| |                                                    |  |  |  |  |  |  |  |  |  |  |  |  |  |  |  |
| | 23. Edith Stourton                                 |  |  |  |  |  |  |  |  |  |  |  |  |  |  |  |
| |                                                    |  |  |  |  |  |  |  |  |  |  |  |  |  |  |  |
| |                                                    |  |  |  |  |  |  |  |  |  |  |  |  |  |  |  |
| | 1. Margaret Tudor                                  |  |  |  |  |  |  |  |  |  |  |  |  |  |  |  |
| |                                                    |  |  |  |  |  |  |  |  |  |  |  |  |  |  |  |
| |                                                    |  |  |  |  |  |  |  |  |  |  |  |  |  |  |  |
| | 24. Richard, Bá tước xứ Cambridge                  |  |  |  |  |  |  |  |  |  |  |  |  |  |  |  |
| |                                                    |  |  |  |  |  |  |  |  |  |  |  |  |  |  |  |
| |                                                    |  |  |  |  |  |  |  |  |  |  |  |  |  |  |  |
| | 12. Richard Phantegenet, Công tước thứ 3 xứ York   |  |  |  |  |  |  |  |  |  |  |  |  |  |  |  |
| |                                                    |  |  |  |  |  |  |  |  |  |  |  |  |  |  |  |
| |                                                    |  |  |  |  |  |  |  |  |  |  |  |  |  |  |  |
| | 25. Anne de Mortimer                               |  |  |  |  |  |  |  |  |  |  |  |  |  |  |  |
| |                                                    |  |  |  |  |  |  |  |  |  |  |  |  |  |  |  |
| |                                                    |  |  |  |  |  |  |  |  |  |  |  |  |  |  |  |
| | 6. Edward IV của Anh                               |  |  |  |  |  |  |  |  |  |  |  |  |  |  |  |
| |                                                    |  |  |  |  |  |  |  |  |  |  |  |  |  |  |  |
| |                                                    |  |  |  |  |  |  |  |  |  |  |  |  |  |  |  |
| | 26. Ralph Neville, Bá tước xứ Westmorland thứ nhất |  |  |  |  |  |  |  |  |  |  |  |  |  |  |  |
| |                                                    |  |  |  |  |  |  |  |  |  |  |  |  |  |  |  |
| |                                                    |  |  |  |  |  |  |  |  |  |  |  |  |  |  |  |
| | 13. Cecily Neville                                 |  |  |  |  |  |  |  |  |  |  |  |  |  |  |  |
| |                                                    |  |  |  |  |  |  |  |  |  |  |  |  |  |  |  |
| |                                                    |  |  |  |  |  |  |  |  |  |  |  |  |  |  |  |
| | 27. Joan Beaufort, Bà Bá tước xứ Westmorland       |  |  |  |  |  |  |  |  |  |  |  |  |  |  |  |
| |                                                    |  |  |  |  |  |  |  |  |  |  |  |  |  |  |  |
| |                                                    |  |  |  |  |  |  |  |  |  |  |  |  |  |  |  |
| | 3. Elizabeth xứ York                               |  |  |  |  |  |  |  |  |  |  |  |  |  |  |  |
| |                                                    |  |  |  |  |  |  |  |  |  |  |  |  |  |  |  |
| |                                                    |  |  |  |  |  |  |  |  |  |  |  |  |  |  |  |
| | 28. Richard Wydeville                              |  |  |  |  |  |  |  |  |  |  |  |  |  |  |  |
| |                                                    |  |  |  |  |  |  |  |  |  |  |  |  |  |  |  |
| |                                                    |  |  |  |  |  |  |  |  |  |  |  |  |  |  |  |
| | 14. Richard Woodville, Bá tước Rivers thứ nhất     |  |  |  |  |  |  |  |  |  |  |  |  |  |  |  |
| |                                                    |  |  |  |  |  |  |  |  |  |  |  |  |  |  |  |
| |                                                    |  |  |  |  |  |  |  |  |  |  |  |  |  |  |  |
| | 29. Joan Bittelsgate                               |  |  |  |  |  |  |  |  |  |  |  |  |  |  |  |
| |                                                    |  |  |  |  |  |  |  |  |  |  |  |  |  |  |  |
| |                                                    |  |  |  |  |  |  |  |  |  |  |  |  |  |  |  |
| | 7. Elizabeth Woodville                             |  |  |  |  |  |  |  |  |  |  |  |  |  |  |  |
| |                                                    |  |  |  |  |  |  |  |  |  |  |  |  |  |  |  |
| |                                                    |  |  |  |  |  |  |  |  |  |  |  |  |  |  |  |
| | 30. Peter I, Bá tước xứ Saint-Pol                  |  |  |  |  |  |  |  |  |  |  |  |  |  |  |  |
| |                                                    |  |  |  |  |  |  |  |  |  |  |  |  |  |  |  |
| |                                                    |  |  |  |  |  |  |  |  |  |  |  |  |  |  |  |
| | 15. Jacquetta xứ Luxembourg                        |  |  |  |  |  |  |  |  |  |  |  |  |  |  |  |
| |                                                    |  |  |  |  |  |  |  |  |  |  |  |  |  |  |  |
| |                                                    |  |  |  |  |  |  |  |  |  |  |  |  |  |  |  |
| | 31. Margaret xứ Baux                               |  |  |  |  |  |  |  |  |  |  |  |  |  |  |  |
| |                                                    |  |  |  |  |  |  |  |  |  |  |  |  |  |  |  |
| |                                                    |  |  |  |  |  |  |  |  |  |  |  |  |  |  |  |

## Hậu duệ
| Tên                                     | Chân dung | Ngày sinh và ngày mất                                | Ghi chú |
| --------------------------------------- | --------- | ---------------------------------------------------- | --- |
| Với James V của Scotland                |           |                                                      | |
| James Stewart, Công tước xứ Rothesay    |           | 21 tháng 2 năm 1507 - 27 tháng 2 năm 1508 (1 tuổi)   | Chết non. |
| Arthur Stewart, Công tước xứ Rothesay   |           | 20 tháng 10 năm 1509 - 14 tháng 7 năm 1510 (8 tháng) | Chết non. |
| James V của Scotland                    |           | 10 tháng 4 năm 1512 – 14 tháng 12 năm 1542 (30 tuổi) | Kết hôn (1) Madeleine của Pháp. Không hậu duệ. Kết hôn (2) Marie nhà Guise. Có hậu duệ là Mary, Nữ vương người Scots |
| Alexander Stewart, Công tước xứ Ross    |           | 30 tháng 4 năm 1514 - 18 tháng 12 năm 1515 (1 tuổi)  | Chết non. |
| Với Archibald Douglas, Bá tước xứ Agnus |           |                                                      | |
| Margaret Douglas, Bà Bá tước xứ Lennox  |           | 8 tháng 10 năm 1515 - 7 tháng 3 năm 1578 (62 tuổi)   | Kết hôn với Matthew Stewart, Bá tước xứ Lennox thứ 4. Có hậu duệ.                                                    |
| Với Henry Stewart, Lãnh chúa Methven    |           |                                                      | |
| Dorothea Stewart                        |           | ? - ?                                                | Chết non. |